# Post-captain
Post-captain è una forma ormai desueta per indicare il grado di capitano nella Marina da guerra britannica.

## Descrizione
Il termine serviva a distinguere coloro che avevano il grado di capitano da: 
- Ufficiali comandanti di una nave, che venivano (e vengono tuttora) chiamati  "capitano", indipendentemente dall'effettivo grado di cui erano (sono) titolari
- Comandanti, che venivano chiamati "capitano" a titolo di cortesia, avessero o meno un effettivo comando nella marina (ad esempio il personaggio chiamato capitano Jack Aubrey nel romanzo Caccia notturna o quello del capitano Horatio Hornblower nel romanzo Il ritorno di Hornblower (Hornblower and the Hotspur) di Cecil Scott Forester; questa usanza oggi non è più seguita

Quando un ufficiale veniva promosso al grado di post-captain, il suo avanzamento di grado successivo dipendeva solo dalla sua anzianità; se riusciva ad evitare la morte o la caduta in disgrazia, poteva diventare ammiraglio (anche solo yellow admiral, cioè ammiraglio con insegna gialla, quelli che non avevano l'effettivo comando di una squadra navale o erano in pensione, in entrambi i casi, a mezza paga).
Nella marina Britannica di allora un ufficiale poteva avere un grado, ma non l'effettivo comando. Fino a che non avesse ottenuto un effettivo comando, era considerato on the beach (sulla spiaggia), e riceveva una paga dimezzata. Un ufficiale che era stato promosso dalla funzione di Comandante, era un capitano, ma se privo di effettivo comando, percepiva una paga dimezzata.
Quando ad un capitano veniva assegnato un comando, il suo nome veniva registrato nella London Gazette.
Un ufficiale "prendeva posto" (took post) o gli veniva "fatto posto" (made post) quando per la prima volta gli era stato assegnato il comando di una nave troppo importante per essere assegnata ad un semplice comandante, ma il comando di una nave meno importante poteva anche venir assegnato ad un post capitano.
Un post-captain junior comandava normalmente una fregata od una nave equivalente per importanza, mentre ai post-captain senior veniva assegnato il comando di navi di maggiori dimensioni. Un'eccezione a questa regola era quella che consentiva di assegnare ad un giovane post-captain una nave ammiraglia, che era quasi sempre un vascello. L'ammiraglio faceva tale assegnazione spesso allo scopo di poter tenere i giovani capitani sotto stretta osservazione e soggetti alla sua supervisione. I capitani che comandavano una nave ammiraglia erano chiamati "capitani di bandiera" (flag captains). Un esempio di ammiraglio che aveva assegnato il comando della sua nave ammiraglia ad un giovane post-captain, fu l'incarico del comando della HMS Barfleur, nave ammiraglia di Samuel Hood, I Visconte di Hood, assegnato da quest'ultimo al fratello Alessandro.
A volte un ammiraglio di alto rango voleva due post-captain sulla sua nave ammiraglia: il più giovane dei due fungeva da Capitano di bandiera, con la responsabilità delle operazioni quotidiane del vascello, mentre il più anziano, detto "capitano della flotta" (captain of the fleet), aveva le funzioni di Capo di Stato maggiore dell'ammiraglio. I due capitani venivano iscritti nei ruolini della nave rispettivamente come "secondo capitano" e "primo capitano".
Dopo il 1795, quando furono introdotte per la prima volta nella Royal Navy le uniformi, il numero e la posizione delle controspalline distingueva capitani e post-captain di diversa anzianità di grado. Un comandante portava una singola controspallina sulla spalla sinistra, un post-captain con meno di tre anni di anzianità di grado portava una singola controspallina sulla spalla destra e un post-captain con più di tre anni di anzianità di grado portava una controspallina su ogni spalla.
Notare che queste denominazioni erano solo designative: nessuno avrebbe mai ricevuto l'appellativo del tipo: "Post- captain John Smith".
Post Captain è anche il titolo in inglese del secondo capitolo della saga di Aubrey e Maturin di Patrick O'Brian (Post Captain in italiano è Costa sottovento)